# MacBook Air

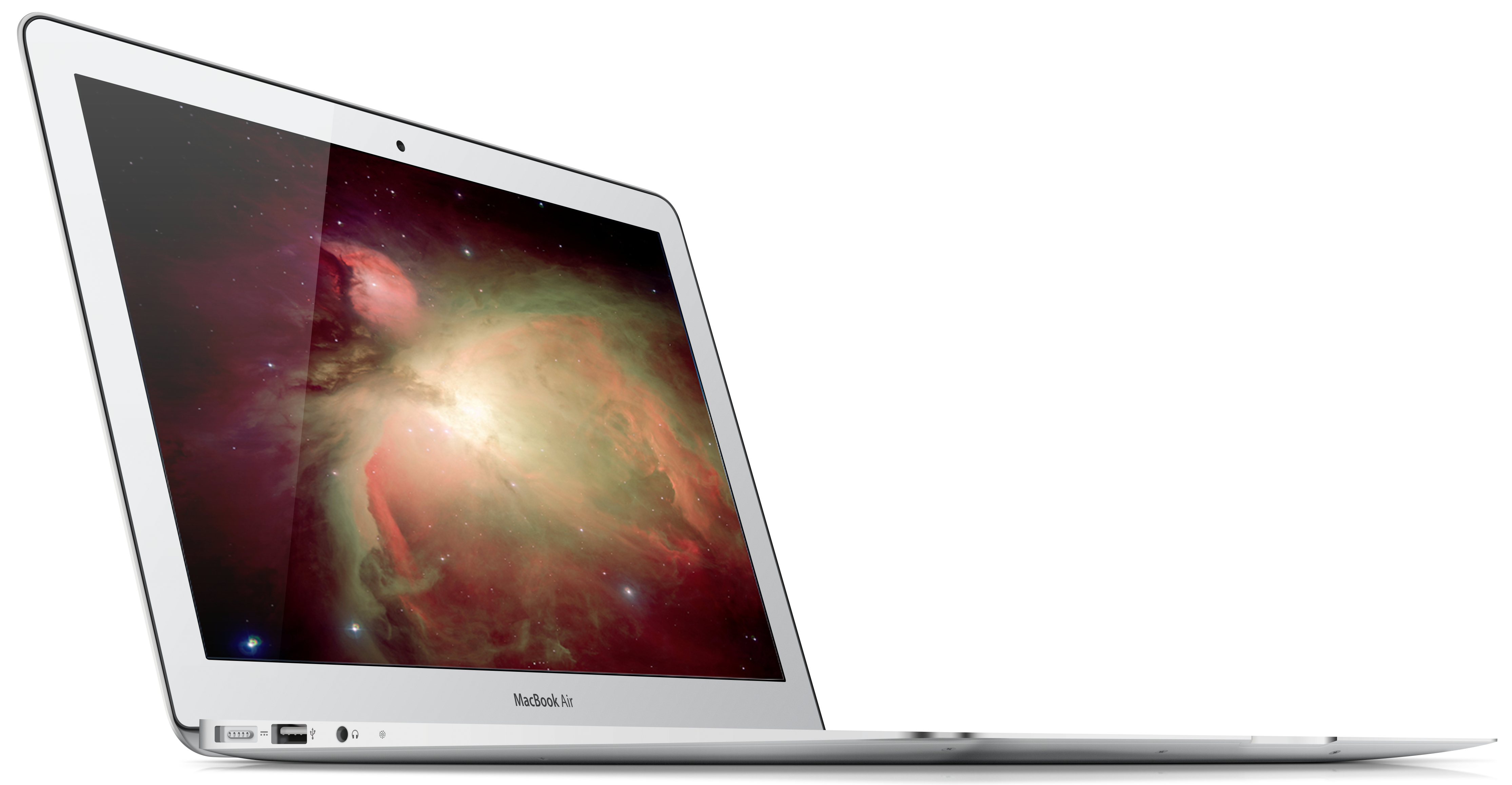
MacBook Air 2012

MacBook Air – linia notebooków firmy Apple. Pierwsza generacja została przedstawiona na Macworld Expo 15 stycznia 2008 roku. Od 2011 roku Macbook Air jest bezpośrednim następcą MacBooka White. Został zaprojektowany w celu połączenia wydajności i mobilności.
Występuje w wersjach 11″ oraz 13″, a od 2023 r. także z ekranem 15.3".

## Opis

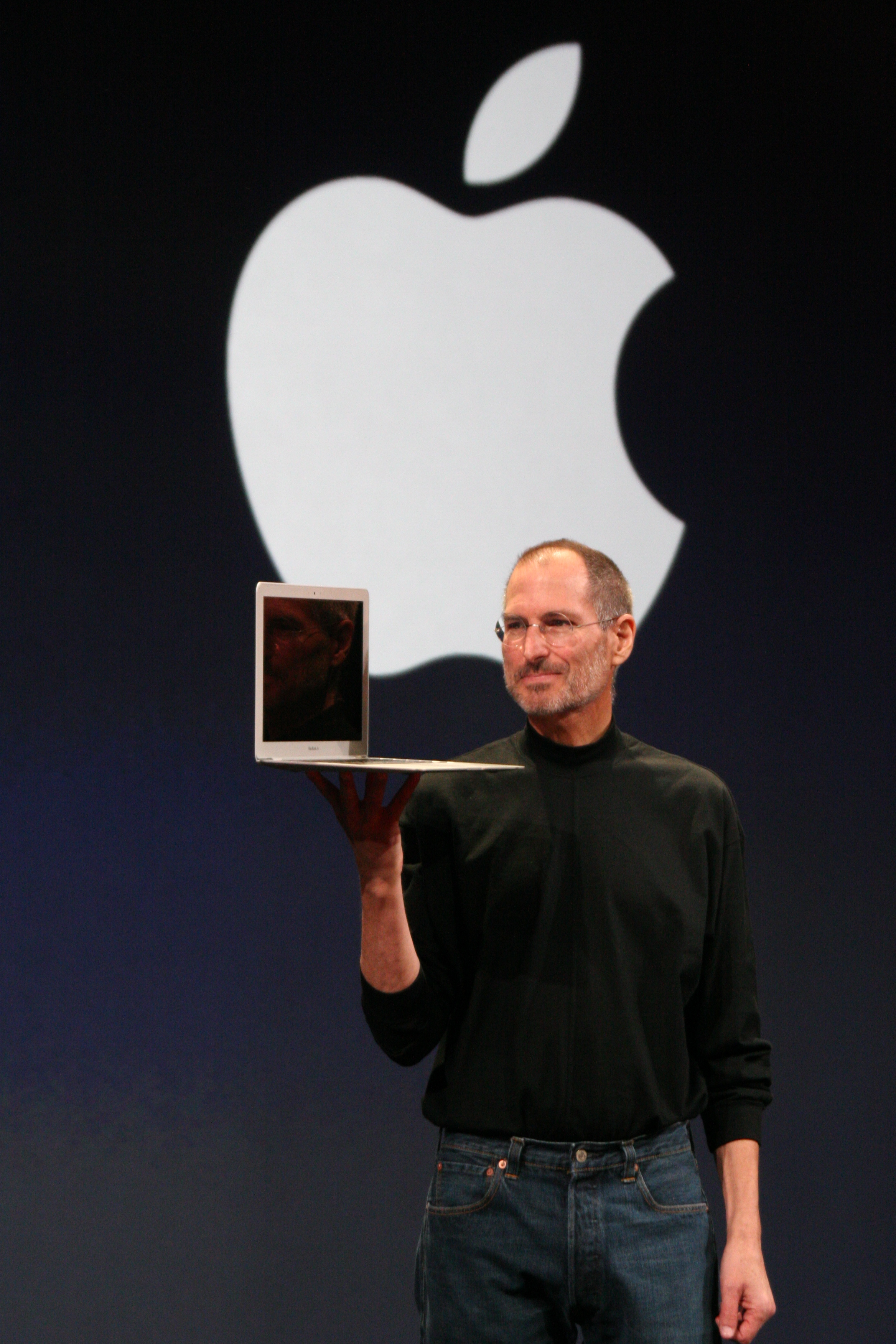
Steve Jobs z MacBookiem Air podczas wystąpienia na konferencji MacWorld w 2008 roku.

Aby zmniejszyć rozmiary i wagę komputera, trzeba było pójść na wiele kompromisów. MacBook Air jest pierwszym notebookiem Apple od czasów PowerBooka 2400c bez wbudowanego napędu CD/DVD. Nie posiada również portu FireWire, ethernet (dostępna przejściówka, dołączana w najnowszym modelu), wejścia liniowego, slotu kart pamięci oraz gniazda blokady Kensington. Bateria jest wewnętrzna i niewyjmowalna, pamięć RAM jest przylutowana do płyty głównej.
Pod opuszczaną klapką po prawej stronie znajdują się: jeden port USB, Mini DisplayPort oraz wyjście liniowe/na słuchawki jack stereo 3,5 mm. Po lewej stronie znajduje się złącze zasilania MagSafe.
Jest możliwe dokupienie zewnętrznego napędu USB SuperDrive (DVD-RW), bądź używanie udostępnionego przez sieć napędu optycznego innego komputera.

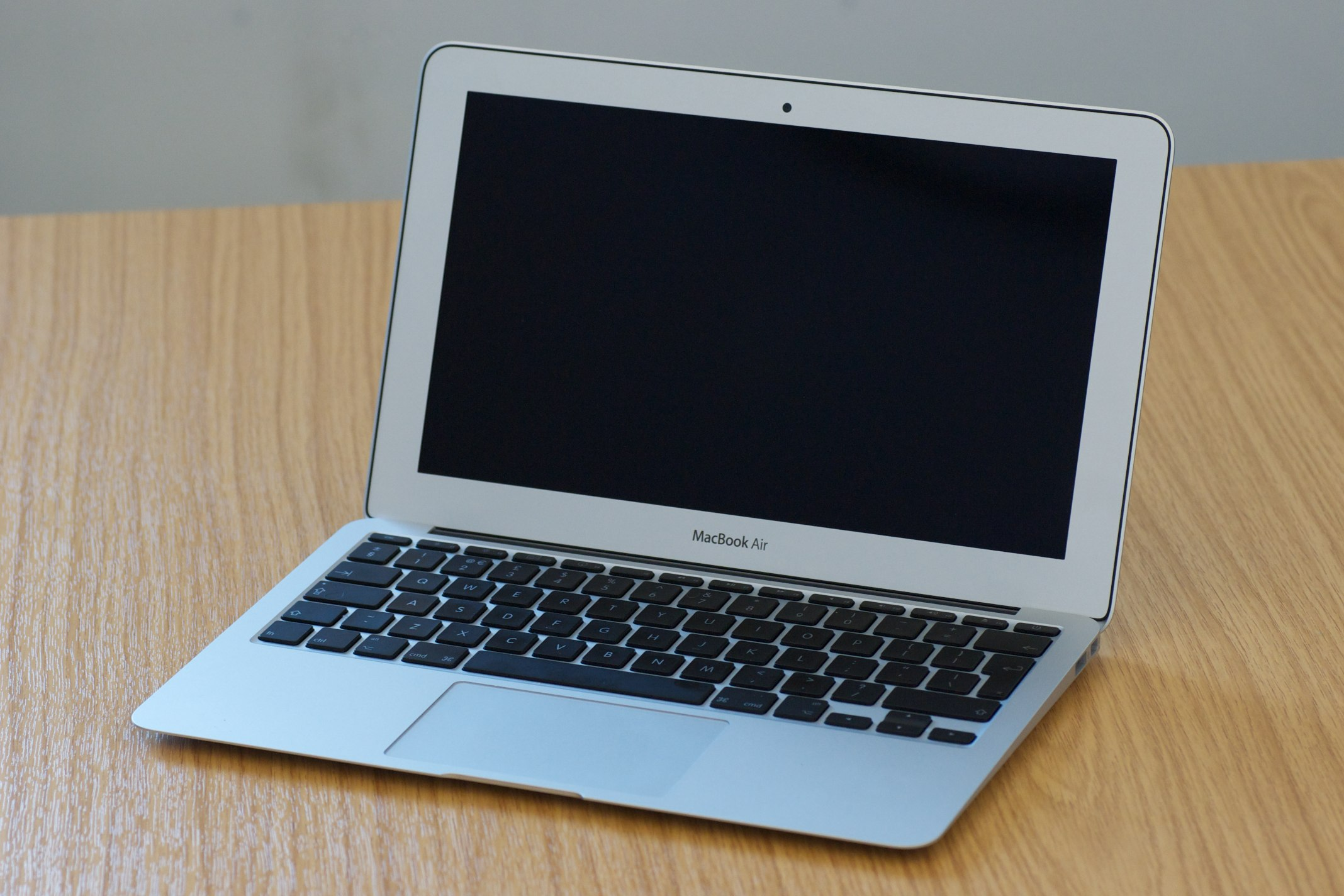
11.6 calowy MacBook Air

MacBook Air był pierwszym komputerem Apple z opcjonalnym dyskiem SSD. W pierwszej wersji zamiast 80 GB zwykłego dysku można było zamówić 64 GB SSD, od 14 października 2008 roku nowe modele oferują 120 GB zwykły dysk twardy lub 128 GB SSD.
Procesor pierwszego Aira był specjalnie projektowany, aby zajmował o 60% mniej miejsca niż oryginalny Core 2 Duo.
Obudowa laptopa jest wykonana z jednego kawałka aluminium, podobnie jak MacBooka Pro. Duży trackpad (touchpad) obsługuje gesty multi-touch (jak iPhone czy iPod Touch), podobnie jak MacBook Pro.

### Parametry techniczne MacBook Air
W 2010 roku zaprezentowano różne wersje laptopa, różniące się parametrami technicznymi, w tym nową wersję Macbooka Air z ekranem o przekątnej 11 cali, natomiast w 2011 roku uaktualniono parametry techniczne i dodano port Thunderbolt
Macbook Air 11″
- procesor Intel Core i5 1,6 GHz z 3MB pamięci podręcznej L3 (opcjonalnie Intel Core i7 1,8 GHz z 4MB pamięci podręcznej L3)
- 4 GB pamięci RAM (opcjonalnie 8GB)
- pamięć masowa flash o pojemności 128 GB (opcjonalnie 256 GB)
- 11" matryca z podświetleniem diodami LED
- trackpad (touchpad) Multi-Touch
- kamera FaceTime
- dwa porty USB
- Wi-Fi 802.11n i Bluetooth 4.0
- wbudowane głośniki stereofoniczne oraz mikrofon
- wymiary 1,7 x 29,95 x 19,2 cm
- waga ok. 1,08 kg
- port MagSafe 2

Macbook Air 13″
- procesor Intel Core i5 1,7 GHz z 3MB pamięci podręcznej L3 (opcjonalnie Intel Core i7 1,8 GHz z 4MB pamięci podręcznej L3)
- 8 GB pamięci RAM
- pamięć masowa flash o pojemności 128 lub 256 GB
- 13" matryca z podświetleniem diodami LED
- trackpad (touchpad) Multi-Touch
- kamera FaceTime
- dwa porty USB
- czytnik kart SD
- Wi-Fi 802.11n i Bluetooth 4.0
- wbudowane głośniki stereofoniczne oraz mikrofon
- wymiary 1,7 x 32,5 x 22,7 cm
- waga ok. 1,35 kg

### Remote Disc

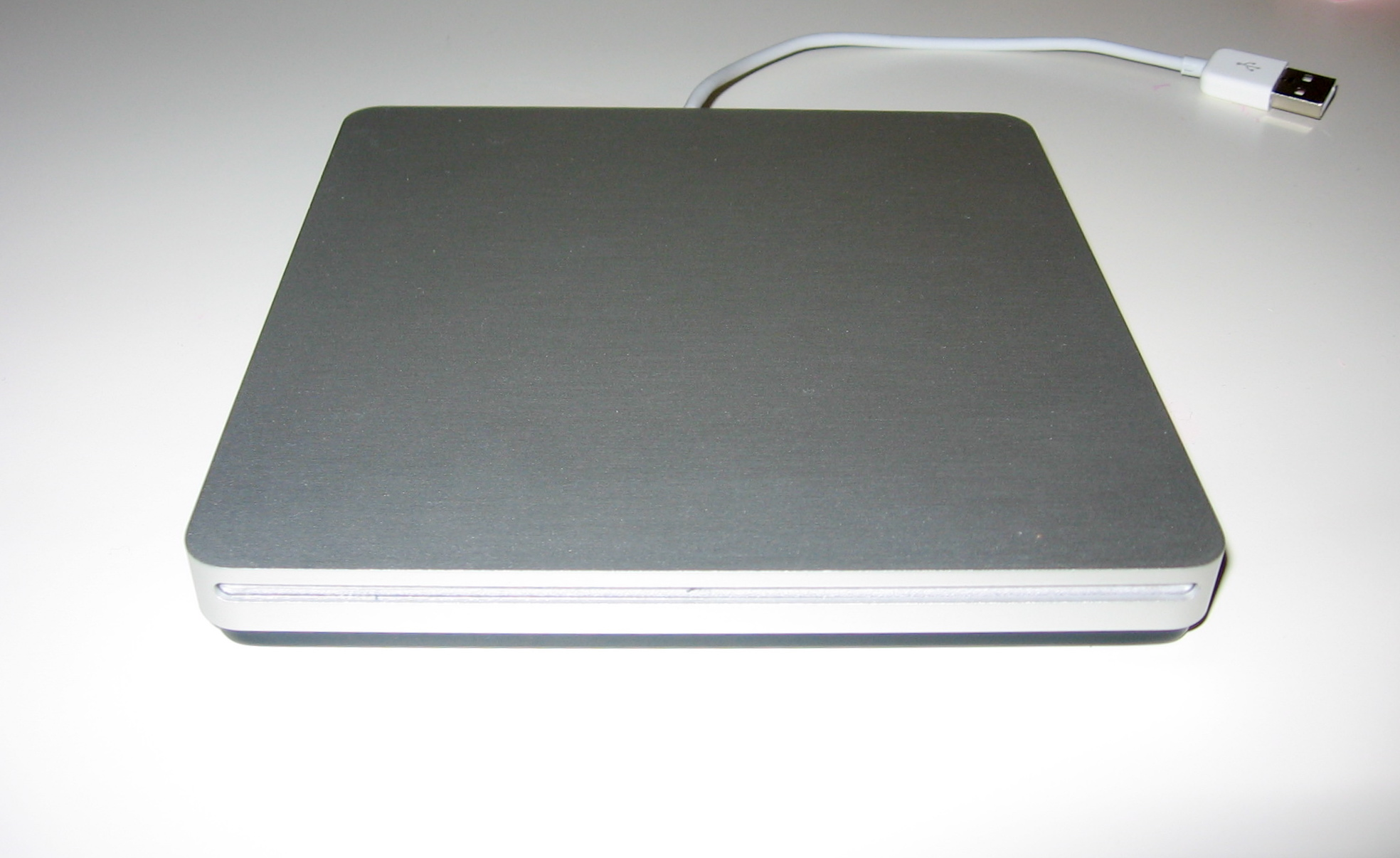
Opcjonalny MacBook Air SuperDrive (DVD-RW)

MacBook Air może bezprzewodowo korzystać z udostępnionego napędu optycznego innego Maka bądź PC z Windows, który ma zainstalowany program Remote Disc. Umożliwia to instalowanie aplikacji z płyt CD/DVD. W ten sposób również można reinstalować system z dołączonych instalacyjnych płyt DVD.
Remote Disc obsługuje netbooting, co pozwala na uruchomienie go z płyty instalacyjnej w napędzie innego komputera. Oprogramowanie nie pozwala na odtwarzanie bądź zgrywanie płyt DVD oraz CD audio, jednak pozwala na instalację systemu Windows.

## Naprawa/wymiana części przez użytkownika
Dysk twardy, pamięć oraz bateria są zamknięte w obudowie, pod odkręcaną pokrywą. Dysk twardy może być łatwo wymieniony, jest w standardzie SATA blade (w modelach do 2012 roku) lub PCIe (od 2013 roku). Pamięć jest przylutowana do płyty głównej. Bateria MacBooka Air jest w środku obudowy ale może być wymieniona za pomocą zwykłego śrubokrętu, niestety ta czynność powoduje utratę gwarancji. Jako część usług pogwarancyjnych, Apple oferuje wymianę baterii za opłatą.

## Krytyka
MacBook Air był krytykowany za o wiele wyższą cenę w stosunku do innych notebooków o takiej samej bądź lepszej konfiguracji sprzętowej. Opuszczana klapka zakrywająca porty była zbyt ciasna dla niektórych wtyczek słuchawkowych bądź urządzeń USB, co zmuszało użytkowników do kupowania zasilanych hubów USB bądź przedłużaczy (dotyczy tylko modelu z 2008 roku). Wraz ze zmianą konstrukcji tę wadę zniwelowano a liczbę portów USB podwojono.